# Luis Acosta Carlez
Luis Felipe Acosta Carlez (San Juan de los Morros, estado Guárico, Venezuela; 14 de abril de 1957) es un político y militar venezolano. Fue gobernador del estado Carabobo desde el 2004 hasta el 2008. Fue candidato a diputado en las elecciones parlamentarias de Venezuela de 2020 por el partido Soluciones para Venezuela.

## Biografía

### Estudios
Realizó estudios superiores que le valieron alcanzar la Licenciatura en Ciencias Militares en la Escuela de Formación de Oficiales de las Fuerzas Armadas de Cooperación.
Posteriormente obtuvo el Magíster Scientarium en Gerencia de Seguridad Pública de la Escuela Superior de la Guardia Nacional de Venezuela y también el Magíster Scientarium en Seguridad y Defensa por parte del Instituto de Altos Estudios de la Defensa nacional. Cursó Altos Estudios de Políticas y Estrategias en la Escuela Superior de Guerra de Río de Janeiro en Brasil.
Es, también, Especialista en Gerencia de Recursos Humanos egresado de la Universidad Santa María.

### Allanamiento de instalaciones de la Coca-Cola
Siendo todavía comandante de la Guarnición de la Guardia Nacional en Carabobo, Acosta Carlez allanó una embotelladora de la Coca-Cola, propiedad de la empresa Panamco, el 17 de enero de 2003. El general Acosta Carlez acusó a los empresarios de haber retenido los productos de la empresa The Coca-Cola Company, con el objetivo de venderlas a un valor superior al normal. Cuando fue cuestionado por sus acciones por los reporteros presentes, el general Carlez bebió una malta y eructó delante de las cámaras de televisión, lo cual causó reacciones opuestas en los bandos oficialistas y opositores al gobierno venezolano. También declaró: "Todo esto va para el pueblo, acaparar va en contra de la Constitución", también afirmó que realizó el allanamiento siguiendo órdenes del Presidente Hugo Chávez. Este incidente le hizo famoso, y desde entonces fue una figura pública como el "Señor de los eructos" y su popularidad entre los simpatizantes del chavismo fue en aumento.

### Familia y proyectos
El 17 de diciembre de 2008 Acosta Carlez firmó a favor de la enmienda constitucional del 2009. Posteriormente, Luis Felipe Acosta Carlez declaró que viviría en el estado Guárico donde se dedicaría a la cría del pez de agua dulce Cachama.
Acosta Carlez está casado con Claret del Corral de Acosta con quien tiene dos hijos. Es además hermano de Felipe Antonio Acosta Carlez.

### Escritor y cantante
Escribió dos libros: El Secuestro y la Extorsión ¿Una Industria Rentable en Venezuela? y El Enigma de las Drogas. También afirma haber grabado dos discos compactos con treinta canciones.

## Carrera política

### Gobernador de Carabobo
Tiempo después se dio de baja para ingresar en la política apoyando a Hugo Chávez. Fue designado candidato para la gobernación de Carabobo por el bando oficialista en las elecciones regionales del 31 de octubre de 2004. Ese día el Consejo Nacional Electoral (CNE) declaró un empate técnico entre Acosta Carlez y Henrique Salas Feo. Las actas de los votos fueron trasladadas a Caracas, donde fueron contadas por el CNE.
El 5 de noviembre Acosta Carlez fue proclamado Gobernador de Carabobo con el 51.259% de los votos, en perjuicio de Henrique Salas Feo, que obtuvo 48.019% de los votos, con el 99.15% de las actas escrutadas. Salas Feo no reconoció a Carlez y criticó al organismo electoral, por lo que su presidente, Jorge Rodríguez, respondió: "Señor Pollo, hay que saber perder".
Algunos actos de gobierno polémicos fueron el cambio de nombre del Parque Fernando Peñalver por el de Negra Hipólita, el decreto de expropiación del edificio del Ateneo de Valencia y el intento de intervención en la junta directiva de los Navegantes del Magallanes. Esta última acción fue rechazada por Hugo Chávez. Por otra parte Francisco Ameliach, presidente de la Comisión de Política Interior de la Asamblea Nacional, dijo el 27 de marzo de 2008 que agentes de la Policía de Carabobo estaban involucrados con mafias del narcotráfico y que el estado Carabobo era el más inseguro de Venezuela.
El 14 de mayo de 2008, Acosta Carlez declaró que no buscaría la reelección como precandidato del PSUV luego de que el buró político del partido le recomendara no hacerlo.
El 24 de junio, Hugo Chávez había calificado a Acosta Carlez de ser "un triste y mal ejemplo", debido entre otras cosas por haberse opuesto al cierre de un casino ilegal. Esta acusación fue negada por Acosta Carlez, quien "perdonó" a Chávez por creer en "chismes".
Sin embargo, el 27 de junio de 2008, el gobernador Acosta Carlez fue expulsado del PSUV por actos de indisciplina y por haber desafiado públicamente ciertas normas establecidas. El vicepresidente del Partido Socialista Unido de Venezuela, Alberto Müller Rojas, declaró:

La última declaración de Acosta Carles es un insulto a la inteligencia, decir que él salvó el proceso revolucionario por su eructo y además decir que él no es candidato a menos que el pueblo le diga que es candidato, eso es prácticamente lanzar su candidatura independiente.

Müller hacía referencia a una declaración de Acosta Carlez, donde había afirmado que antes de decidir si se lanzaba a la reelección:

Lo analizaría con mi esposa, con el pueblo. El pueblo es Carabobo y entonces tomaría la decisión en el momento oportuno, porque es el pueblo el que me va a hacer gobernador nuevamente porque aquí en Carabobo quien gobierna es el pueblo.

De acuerdo al diario Notitarde, Acosta Carlez pensaba lanzar su candidatura de manera independiente el 7 de agosto, pero Acosta Carlez luego afirmó que sus declaraciones fueron malinterpretadas. El PSUV ya había escogido en primarias y designado oficialmente a Mario Silva como sucesor de Acosta Carlez para competir en las próximas elecciones regionales.
El 15 de julio de 2008, Acosta Carlez anunció que buscaría la reelección por su partido Organizados para Gobernar (OPG) y apoyado por los partidos Unión Patriótica Comunal y Nuevo Camino Revolucionario, este último le retiró su apoyo tres semanas antes de las elecciones regionales por supuestamente haberse "desviado" de la corriente pro-Chávez. El 23 de noviembre de 2008, Acosta Carlez apenas obtuvo 55.445 votos para un 6,5% en su intento de reelección.
Para las elecciones regionales de 2021, Acosta Carlez se postuló nuevamente como candidato a la gobernación, esta vez, por el partido regional Urgencia Solidaria de Transformación Estadal Democrática (USTED). En las elecciones, apenas obtuvo 3.373 votos, equivalentes al 0,55%.